# Håkan Larsson (byggmästare)
Håkan Larsson, född 5 juli 1839 i Ekebyborna socken, död 1 februari 1922 i Maria Magdalena församling, var en svensk byggmästare. Han är mest känt för att ha uppfört huvudbyggnaden för Nordiska museet.

## Biografi

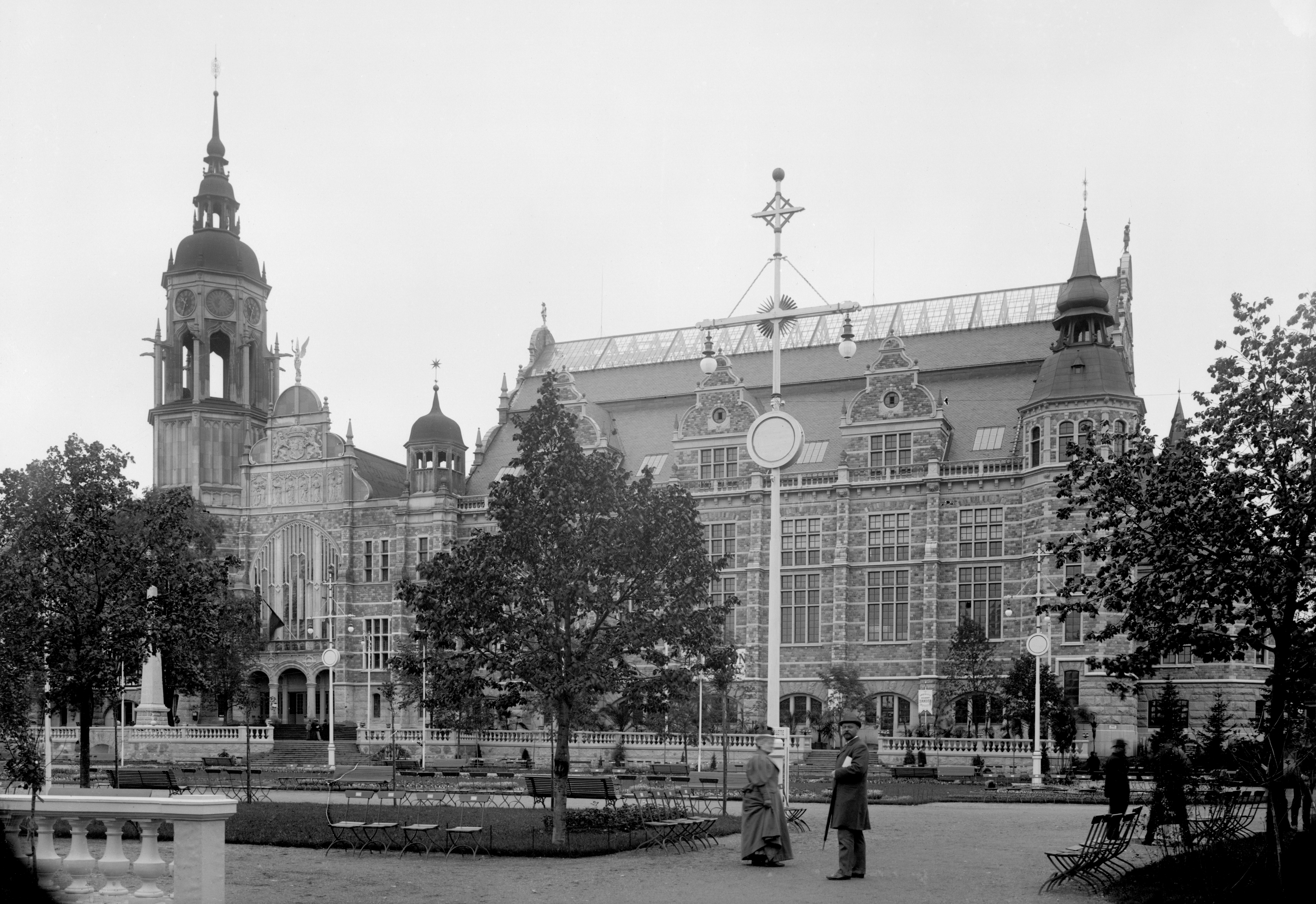
Nordiska museet år 1897, med den norra delen färdigbyggd.

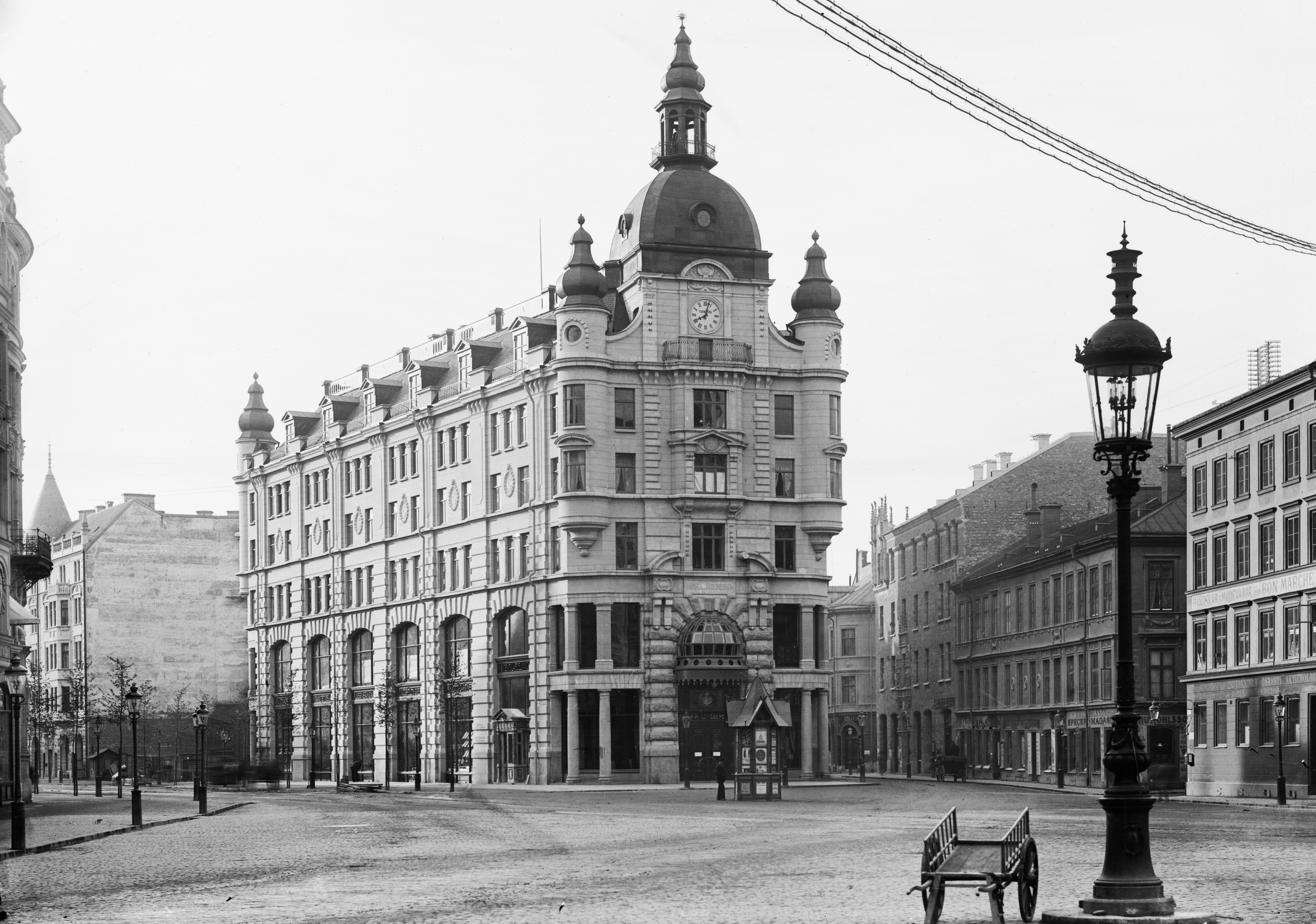
KM Lundbergs varuhus 1898.

Larsson genomgick Slöjdskolan i Stockholm 1864–1866 och Akademien för de fria konsterna 1867–1868. Därefter var han verkmästare hos byggmästare Carl Henric Hallström vid uppförandet av bland annat Lunds hospital, huvudbyggnaden för Stockholms centralstation samt flera stationshus på järnvägslinjen Motala – Mjölby och längs med Nordvästra stambanan. Han godkändes år 1900 av Murmästareämbetet som byggmästare nr 188 och 1891 av Stockholms byggnadsnämnd att få uppföra byggnader i Stockholm.
Hans mest kända arbete är bygget av Nordiska museet i Stockholm. Han var en av de få personerna som följde hela bygget vilket pågick under nästan 20 år. På byggnadens fasad vid huvudingången syns – huggna i sten – bland andra byggmästaren Håkan Larsson med en byggnadsritning i handen och snickarbasen Frans Oskar Andersson med fogsvans och en bräda. Bland andra av Larsson uppförda kända byggnader märks Bünsowska huset vid Strandvägen 29–33 och KM Lundbergs varuhus vid Stureplan 3.

### Övriga arbeten i urval
Här anges ursprungliga kvartersnamn och gatuadresser.
- Hinden 16, Brahegatan 36 (1880-1881)
- Hjorten 13, Brahegatan 37 (1880-1881)
- Renen 17, Östermalmsgatan 32 (1880-1881)
- Laxöringen 3, Nybrogatan 40 (1882-1883)
- Laxöringen 2, Kommendörsgatan 20B (1882-1883)
- Humlegården 18, Brahegatan 9 (1883-1984)
- Svanen 21 och 22, Vasagatan 1-3 (1885-1888)
- Svanen 10, Klarabergsgatan 68 (1886-1888)
- Gösen 10, Mäster Samuelsgatan 68 (1886-1888)
- Pilen 18, Vasagatan 40 (1889-1891)
- Glasbruket nedre 2 och 4, Stadsgården 18 (1889-1891)

## Referenser

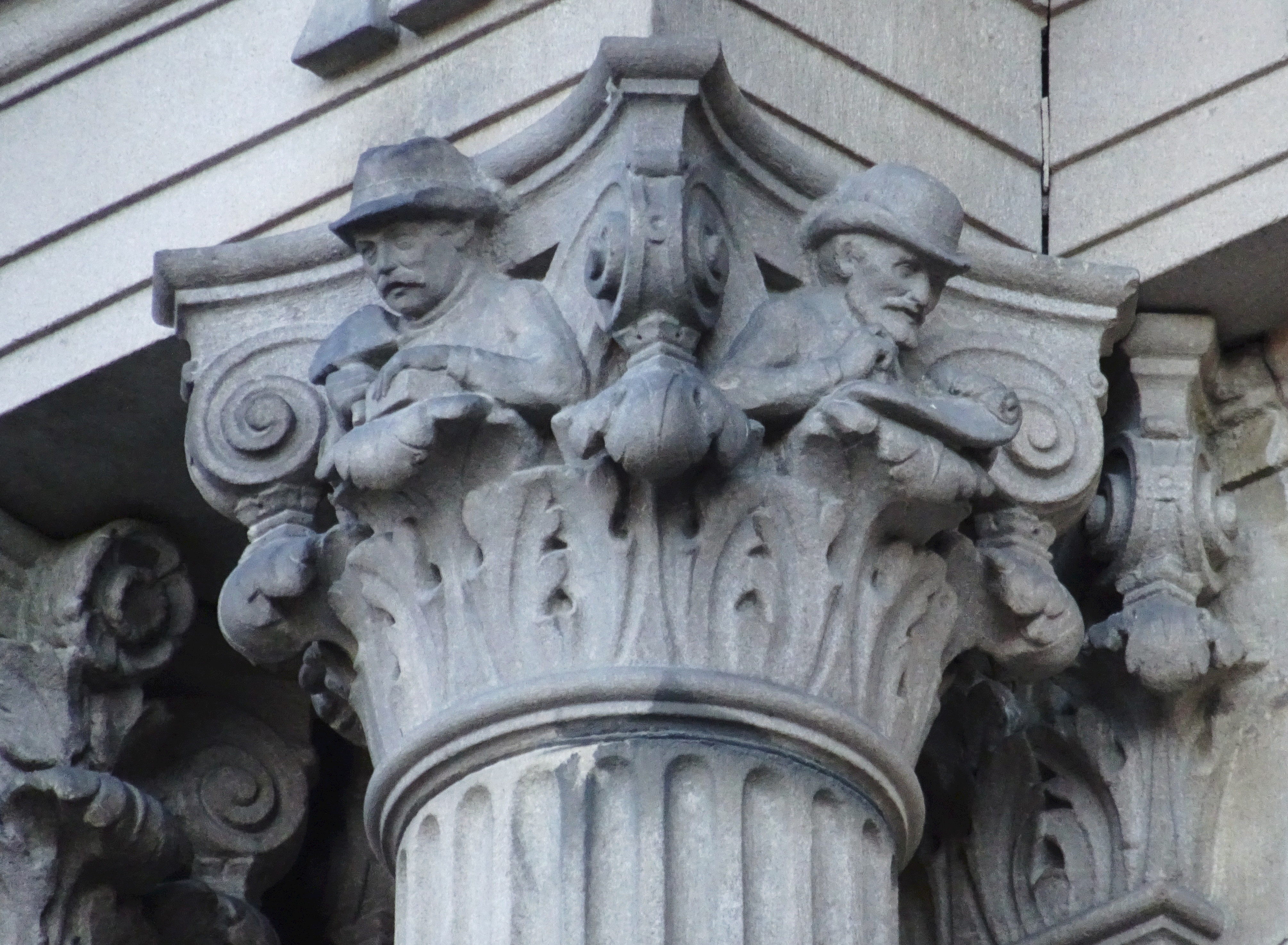
Håkan Larsson (till höger) som skulptur på Nordiska museet.